# Lökgrundet, Ingå
Lökgrundet är en ö i Finland. Den ligger i Finska viken och i kommunen Ingå i den ekonomiska regionen  Raseborg i landskapet Nyland, i den södra delen av landet. Ön ligger omkring 65 kilometer sydväst om Helsingfors.
Öns area är 0,9 hektar och dess största längd är 140 meter i sydväst-nordöstlig riktning. Närmaste större samhälle är Ingå, 17,0 km norr om Lökgrundet.